# La Hérelle
La Hérelle település Franciaországban, Oise megyében. Lakosainak száma 238 fő (2022. január 1.). La Hérelle Chepoix, Gannes, Mory-Montcrux, Plainville, Sains-Morainvillers és Welles-Pérennes községekkel határos.

## Népesség
A település népességének változása:
| Lakosok száma | 210  | 237  | 242  | 243  | 241  | 238  | 236  | 238  | 238  |
|               | 2013 | 2015 | 2016 | 2017 | 2018 | 2019 | 2020 | 2021 | 2022 |